# Teodor Baconschi
Teodor Baconschi (ur. 14 lutego 1963 w Bukareszcie) – rumuński dyplomata i polityk, były ambasador, minister spraw zagranicznych od 23 grudnia 2009 do 24 stycznia 2012.

## Życiorys
Teodor Baconschi urodził się w 1963 w Bukareszcie. W 1985 ukończył studia w instytucie teologicznym na Uniwersytecie Bukareszteńskim. W 1994 uzyskał doktorat z dziedziny antropologii religijnej i historii porównawczej religii na Université Paris Sorbonne. W 1996 podjął studia post-doktoranckie w Kolegium Nowej Europy w Bukareszcie. Jest żonaty, ma dwoje dzieci. Jest autorem ponad 10 książek w języku francuskim i rumuńskim, deklaruje znajomość języka angielskiego, francuskiego i włoskiego.
Przed rozpoczęciem kariery dyplomatycznej pełnił funkcję dyrektora spółki wydawniczej Anastasia Publishers. Był także redaktorem programu w telewizji publicznej, doradcą w Ministerstwie Kultury, a także redaktorem w Biurze Prasowym Instytutu Biblijnego i Misyjnego Rumuńskiego Kościoła Prawosławnego.
W latach 1999–2001 pełnił funkcję ambasadora przy Stolicy Apostolskiej, będąc również akredytowanym w San Marino oraz przy Zakonie Maltańskim. W 2001 objął stanowisko dyrektora generalnego w rumuńskim Ministerstwie Spraw Zagranicznych. W latach 2002–2004 był ambasadorem w Portugalii. Od stycznia 2005 do września 2006 zajmował urząd sekretarza stanu ds. globalnych w MSZ. Od października 2007 do sierpnia 2007 był doradcą ds. politycznych prezydenta Traiana Băsescu. Od września 2007 do grudnia 2009 pełnił funkcję ambasadora we Francji, Monako oraz Andorze. Otrzymał liczne odznaczenia, w tym Krzyż Oficerski Orderu Wiernej Służby (Rumunia), Krzyże Wielkiego Oficera Orderu Świętej Agaty (San Marino) i Orderu Gwiazdy Solidarności (Włochy), Krzyże Wielkie Orderu Piusa IX (Watykan) i Orderu Zasługi (Portugalia), a także komandorię Legii Honorowej.
23 grudnia 2009 został mianowany ministrem spraw zagranicznych w drugim rządzie premiera Emila Boca. Stanowisko zajmował do 24 stycznia 2012, kiedy to został zdymisjonowany za komentarz wygłoszony pod adresem demonstrantów protestujących przeciwko polityce oszczędnościowej rządu (nazwał ich „nieudolnymi i brutalnymi mieszkańcami slumsów”). Na stanowisku zastąpił go Cristian Diaconescu.
Od 2010 był członkiem Partii Demokratyczno-Liberalnej. Odszedł z tego ugrupowania w 2013, dołączając do Partii Ruchu Ludowego jako wiceprzewodniczący tego ugrupowania.